# Olas (La Coruña)
Olas o San Lorenzo de Olas (llamada oficialmente San Lourenzo de Olas) es una parroquia del municipio de Mesía, en la provincia de La Coruña, Galicia, España.

## Entidades de población
Entidades de población que forman parte de la parroquia:
- A Carballa
- A Edra (A Hedra)
- A Iglesia (A Igrexa)
- As Calles
- As Pereiras
- Cima de Vila
- Leborís
- Mandás
- Mato de Baixo (Mato de Abaixo)
- Mato de Riba (Mato de Arriba)
- Meilán
- O Carballal
- O Piñeiro
- O Xiao
- Queiroa de Abaixo
- Queiroa de Arriba
- Soutelo

## Demografía
| Gráfica de evolución demográfica de Olas entre 2000 y 2018 |
|                                                            |
| Población de derecho según el padrón municipal del INE     |